# 2024年摩爾多瓦加入歐盟修憲公投
當地時間2024年10月20日，摩爾多瓦舉行全國公投，就是否應修憲將摩爾多瓦公民對加入歐洲聯盟的意願納入《摩爾多瓦憲法》，從而防止未來政府改變國家的親歐路線。此次選舉與2024年摩爾多瓦總統選舉在同一天舉行。
現任摩爾多瓦總統瑪雅·桑杜領導公投中的「同意」陣營。公投的投票率超過法定的33.33%，使得公投結果有效。儘管大多數摩爾多瓦人投票支持該國入盟歐盟的願景，但最終結果比預期更為接近，並且期間還出現關於俄羅斯干預公投指控，例如賄賂投「不同意」票的情況。

## 背景
2022年3月，俄羅斯入侵烏克蘭後，摩爾多瓦正式提交加入歐盟的申請。隨後在同年6月，摩爾多瓦被歐洲理事會授予歐盟候選國資格。到2023年12月，歐洲理事會宣佈將與摩爾多瓦展開入盟談判。摩爾多瓦將2030年設定為實現加入歐盟的目標日期。
總統桑杜在2023年表明她將尋求連任。她還啟動一個在線平台，推動即將舉行的公投，並向民眾闡述加入歐盟對摩爾多瓦的益處。評論家指出，桑杜將她的焦點放在歐洲整合議題上，這是她與其政黨行動和團結黨連續取得成功的關鍵所在。
2024年3月，桑杜表達希望公投能與秋季的總統選舉同時進行的意願。她強調：「現在舉行這次公投至關重要，因為這是三十年來的一個歷史性時機。歐盟成員國的態度比以往更加開放，我們也具備所需的政治動力，且我們的公民渴望成為歐盟的一員。」
2024年3月21日，摩爾多瓦議會以54票贊成、0票反對壓倒性通過一項決議，宣佈將繼續為加入歐盟而努力。決議聲稱：「唯有加入歐洲，才能確保摩爾多瓦成為一個主權、中立且完全民主的國家。」在投票期間，所有反對黨議員皆退出會場表示抗議。5月16日，議會批准將公投與10月20日的總統選舉一同舉行。

### 加告茲
2014年2月2日，加告茲自治領土單位舉行兩次關於歐洲整合的公投。在第一次公投中，98.4%的選民支持加入白俄羅斯、哈薩克和俄羅斯關稅同盟，而在第二次公投中，有97.2%的選民反對與歐盟進一步整合。此外，98.9%的選民支持一項提議，若摩爾多瓦與羅馬尼亞統一，加告茲將宣佈獨立。加告茲地區對摩爾多瓦與歐盟整合的擔憂在於，這可能導致摩爾多瓦與歐盟成員國羅馬尼亞統一，而此議題在該區域內不受歡迎。

## 問題
付諸表決的提問為：
 （你是否支持為摩爾多瓦共和國加入歐盟而修改憲法？）
投票選項為「是」（羅馬尼亞語：da）和「否」（羅馬尼亞語：nu）。

## 反公投活動
2024年4月21日，一次在莫斯科舉行的會議上，五個摩爾多瓦反對黨，包括被取締的紹爾黨、復興黨、機會黨、勝利黨和拯救摩爾多瓦替代力量聯盟，宣布結盟，成立名為「勝利」的聯盟，以反對歐盟成員資格，並主張與俄羅斯建立更密切的關係。加告茲行政長官葉夫根尼婭·古蘇爾也表示支持此聯盟，並以紹爾黨黨魁伊蘭·紹爾為核心人物展開活動。摩爾多瓦基礎設施部長安德烈·斯皮努指責聯盟成員為「叛國者」，並表示該聯盟是在「克里姆林宮的旁邊」成立的。
摩爾多瓦當局指控受俄羅斯訓練的小組策劃破壞選舉。在2024年9月，摩爾多瓦最高法院和國營電視台摩爾多瓦電視台的辦公場所遭到破壞，這些事件被歸咎於上述團體。2024年10月，摩爾多瓦當局透過社交媒體宣布，在全國26個地點的突擊行動後，發現了伊蘭·紹爾涉嫌賄賂選民及進行反歐盟宣傳的陰謀。俄羅斯否認這些指控。隨著大量持有大筆現金的乘客從俄羅斯湧入基希訥烏國際機場，安全檢查也隨之加強，這些現金被懷疑與該陰謀有關。在投票當天，BBC報導其製片人無意間聽到一名選民詢問選舉監察員她將在何處獲取投票報酬。當被問及此事時，該選民承認曾有人提供她1,000 ₽賄賂，以便她投票支持某個候選人和公投選項，但最終她並未拿到這筆錢。
10月中旬，摩爾多瓦指責俄羅斯策劃安排選民搭乘巴士前往摩爾多瓦駐俄羅斯大使館的投票站。作為回應，歐盟對涉及該影響行動的5人及一個實體實施制裁。美國指控俄羅斯花費「數百萬美元」支持其青睞的政黨，並在線上散佈虛假信息。俄羅斯外交部反駁摩爾多瓦，指責其只為50萬生活在俄羅斯的摩爾多瓦選民準備了10000張選票。
10月17日，摩爾多瓦當局宣佈再度發現一宗陰謀，其中100名年輕人在莫斯科、塞爾維亞和波斯尼亞接受私人軍事團體的訓練，目的是在選舉和公投期間煽動內亂，並計劃使用非致命武器製造「群體性混亂」。4名涉案者已被捕，其中部分人還收到了數千歐元的報酬。

## 公投

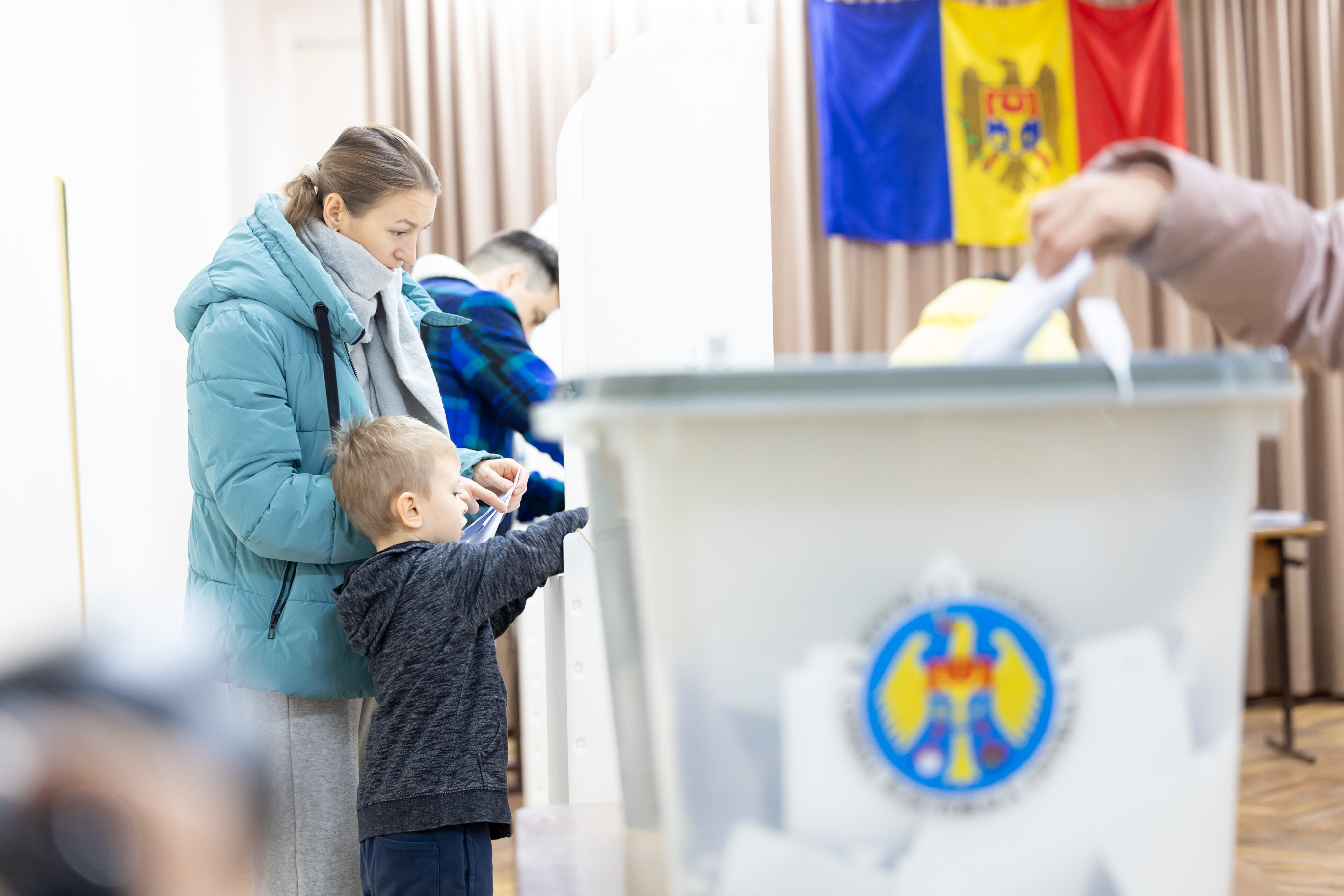
10月20日的投票

約有280萬張選票用於公投和總統選舉。這次摩爾多瓦首次在選票中不僅使用羅馬尼亞語，還包括多達五種少數民族語言。因此，發出的選票中有2092641張為羅馬尼亞語，631979張為俄語，3400張為加告茲語，991張為保加利亞語，870張為羅姆語，115張為烏克蘭語。對於在親俄的非实际统治地區德涅斯特河沿岸的選民，發出90000張選票，其中45000張為羅馬尼亞語，其餘為俄語。投票時間從早上07:00至晚上21:00。
海外開設234個投票站以供公投和選舉使用。首位投票者是盧德米拉·維茲多阿格，當時她在韓國生活了19 年。她特地從首爾前往東京，成為日本投票站首位投票的選民，該投票站是最早開設的。此外，在瓦爾尼察也設立一個投票站，以服務來自德涅斯特河沿岸的選民。
多名摩爾多瓦政治人物對這次公投表示抵制，包括摩爾多瓦共和國社會主義者黨的總統候選人亞歷山大·斯托亞諾格洛，我們黨的候選人雷納托·烏薩季以及摩爾多瓦共和國社會主義者黨領袖兼前總統伊戈爾·多東。

## 註冊政黨
摩爾多瓦中央選舉委員會登記將參加全民投票活動的政黨。截至9月20日，正式登記的15方中，有13方贊成「是」選項，2方贊成「否」選項。此外，摩爾多瓦共和國社會主義者黨或摩爾多瓦發展與鞏固黨等一些政黨決定抵制公投。
| 選擇     | 政黨 | 政黨                                 | 政治傾向                  | 領袖              | 來源   |
| -------- | ---- | ------------------------------------ | ------------------------- | ----------------- | ------ |
| 是       |      | 行動和團結黨                         | 自由主義                  | 伊戈爾·格羅蘇     | [ 32 ] |
| 是       |      | 全國另類運動                         | 社會民主主義              | 揚·塞班           | [ 32 ] |
| 是       |      | 歐洲社會民主黨                       | 社會民主主義              | 揚·蘇拉           | [ 32 ] |
| 是       |      | 一起集團                             | 自由主義                  | 奧克塔維安·什庫   | [ 32 ] |
| 是       |      | 綠色生態黨                           | 綠色政治                  | 阿納托利·普羅尼希 | [ 32 ] |
| 是       |      | 尊重摩爾多瓦運動                     | 社會保守主義              | 尤金紐·尼基福丘克 | [ 32 ] |
| 是       |      | 歐洲自由黨和民主黨聯盟               | 社會自由主義              | 阿瑞娜·斯帕塔魯   | [ 32 ] |
| 是       |      | 團結與福利聯盟                       | 自由主義                  | 伊戈爾·蒙泰亞努   | [ 32 ] |
| 是       |      | 家庭民主黨                           | 民粹主義                  | 瓦西里·科斯蒂克   | [ 32 ] |
| 是       |      | 羅馬尼亞人團結聯盟                   | 羅馬尼亞民族主義          | 鮑里斯·沃洛薩蒂   | [ 32 ] |
| 是       |      | 我們政治黨                           | 社會民主主義              | 弗拉基米爾·達奇   | [ 32 ] |
| 是       |      | 民族統一黨「家」                     | 摩爾多瓦—羅馬尼亞工會主義 | 瓦倫丁·多爾加紐克 | [ 32 ] |
| 是       |      | 民調黨                               | 保守主義                  | 尼古拉·吉爾布     | [ 32 ] |
| 是       |      | 摩爾多瓦自由民主黨（不參加投票活動） | 保守主義                  | 弗拉德·菲拉特     | [ 33 ] |
| 否       |      | 摩爾多瓦共和國共產黨                 | 共產主義                  | 弗拉迪米爾·沃羅寧 | [ 32 ] |
| 否       |      | 復興黨                               | 社會保守主義              | 娜塔莉亞·帕拉斯卡 | [ 32 ] |
| 否       |      | 機會黨（被排除在投票活動之外）       | 自由主義                  | 阿列克謝·倫古     | [ 31 ] |
| 聯合抵制 |      | 摩爾多瓦共和國社會主義者黨           | 民主社會主義              | 伊戈爾·多東       | [ 31 ] |
| 聯合抵制 |      | 摩爾多瓦發展與鞏固黨                 | 基督教民主主義            | 揚·奇庫           | [ 31 ] |
| 不表態   |      | 我們黨                               | 民粹主義                  | 雷納托·烏薩季     | [ 31 ] |

## 民調
| 調查日期               | 民調公司                    | 樣本量 | 同意  | 不同意 | 無/ 未定/ 棄權 |
| ---------------------- | --------------------------- | ------ | ----- | ------ | -------------- |
| 2024年10月11日—16日    | 哥倫比亞廣播公司研究—看門狗 | 1,034  | 55.1% | 34.5%  | 10.3%          |
| 2024年10月13日—15日    | 智力組                      | 985    | 44%   | 31%    | 25%            |
| 2024年9月19日—10月10日 | iData–IPP                   | 1,100  | 47.9% | 23%    | 29.1%          |

## 結果
摩爾多瓦人中有50.39%投票同意摩爾多瓦加入歐盟，而49.61%不同意。這個結果比民意調查預測的要接近得多。
| 選擇               | 選擇               | 票数      | %      |
| ------------------ | ------------------ | --------- | ------ |
| 支持               | 支持               | 750,238   | 50.39  |
| 反對               | 反對               | 738,636   | 49.61  |
| 总共               | 总共               | 1,488,874 | 100.00 |
|                    |                    |           |        |
| 有效票数           | 有效票数           | 1,488,874 | 95.28  |
| 无效及空白票数     | 无效及空白票数     | 73,831    | 4.72   |
| 总票数             | 总票数             | 1,562,705 | 100.00 |
| 已登记选民／投票率 | 已登记选民／投票率 | 3,023,810 | 51.68  |
| 资料来源：CEC      |                    |           |        |

### 地區投票結果
| 地區           | 有效票數  | 是      | 是（%） | 否      | 否（%） |
| -------------- | --------- | ------- | ------- | ------- | ------- |
| 新阿內尼       | 29,347    | 14,336  | 48.85%  | 15,011  | 51.15%  |
| 伯爾齊         | 49,046    | 14,430  | 29.42%  | 34,616  | 70.58%  |
| 巴薩拉貝亞斯卡 | 8,386     | 3,075   | 36.67%  | 5,311   | 63.33%  |
| 布里切尼       | 22,768    | 6,518   | 28.63%  | 16,250  | 71.37%  |
| 卡胡爾         | 38,419    | 16,830  | 43.81%  | 21,589  | 56.19%  |
| 坎泰米爾       | 17,101    | 9,129   | 53.38%  | 7,972   | 46.62%  |
| 克勒拉希       | 22,925    | 13,860  | 60.46%  | 9,065   | 39.54%  |
| 克烏謝尼       | 27,868    | 13,928  | 49.98%  | 13,940  | 50.02%  |
| 基希訥烏       | 348,707   | 195,215 | 55.98%  | 153,492 | 44.02%  |
| 奇米什利亞     | 18,100    | 9,033   | 49.91%  | 9,067   | 50.09%  |
| 克留萊尼       | 27,332    | 16,453  | 60.20%  | 10,879  | 39.80%  |
| 棟杜謝尼       | 13,852    | 3,762   | 27.16%  | 10,090  | 72.84%  |
| 德羅基亞       | 28,348    | 9,275   | 32.72%  | 19,073  | 67.28%  |
| 杜伯薩里       | 11,735    | 4,818   | 41.06%  | 6,917   | 58.94%  |
| 埃迪內茨       | 26,083    | 7,758   | 29.74%  | 18,325  | 70.26%  |
| 弗萊什蒂       | 30,570    | 10,239  | 33.49%  | 20,331  | 66.51%  |
| 弗洛雷什蒂     | 29,035    | 10,917  | 37.60%  | 18,118  | 62.40%  |
| 加告茲         | 57,847    | 2,985   | 5.16%   | 54,862  | 94.84%  |
| 格洛代尼       | 18,659    | 6,293   | 33.73%  | 12,366  | 66.27%  |
| 亨切什蒂       | 35,665    | 20,992  | 58.86%  | 14,673  | 41.14%  |
| 亞洛韋尼       | 38,480    | 26,050  | 67.70%  | 12,430  | 32.30%  |
| 德涅斯特河左岸 | 15,526    | 5,813   | 37.44%  | 9,713   | 62.56%  |
| 萊奧瓦         | 15,782    | 7,769   | 49.23%  | 8,013   | 50.77%  |
| 尼斯波雷尼     | 19,787    | 11,889  | 60.08%  | 7,898   | 39.92%  |
| 奧克尼察       | 17,224    | 3,627   | 21.06%  | 13,597  | 78.94%  |
| 奧爾海伊       | 42,508    | 19,760  | 46.49%  | 22,748  | 53.51%  |
| 雷濟納         | 16,151    | 7,888   | 48.84%  | 8,263   | 51.16%  |
| 勒什卡尼       | 22,180    | 7,123   | 32.11%  | 15,057  | 67.89%  |
| 森傑雷         | 28,003    | 11,244  | 40.15%  | 16,759  | 59.85%  |
| 索羅卡         | 32,621    | 12,415  | 38.06%  | 20,206  | 61.94%  |
| 斯特勒謝尼     | 32,105    | 20,023  | 62.37%  | 12,082  | 37.63%  |
| 紹爾德內什蒂   | 13,322    | 5,661   | 42.49%  | 7,661   | 57.51%  |
| 斯特凡大公     | 22,104    | 10,567  | 47.81%  | 11,537  | 52.19%  |
| 塔拉克利亞     | 15,799    | 2,077   | 13.15%  | 13,722  | 86.85%  |
| 泰萊內什蒂     | 22,167    | 12,693  | 57.26%  | 9,474   | 42.74%  |
| 溫蓋尼         | 37,819    | 16,355  | 43.25%  | 21,464  | 56.75%  |
| 海外投票       | 235,503   | 181,254 | 76.96%  | 54,249  | 23.04%  |
| 總票數         | 1,488,874 | 750,238 | 50.39%  | 738,636 | 49.61%  |

## 分析
儘管民意調查預測「同意」陣營將勝出，但實際結果比預期更為接近。分析員指出，主要是因為在計票的最後階段，支持歐盟的僑民選票被算入，為「同意」陣營提供最後的推動力。住在摩爾多瓦的選民中，只有46%投「同意」票，海外僑民的選票最終決定了結果。

### 賄選事件
總統桑杜將公投結果的接近歸因於外國干預，並稱之為 「對民主的前所未有的攻擊」，她還補充說，她的政府掌握證據顯示有30萬票被賄賂購買。歐盟也表示，這兩場選舉是在「俄羅斯及其代理人前所未有的干預與威脅」下進行。
早些時候，《衛報》進行的調查揭露一個由伊蘭·紹爾領導的犯罪集團，該集團從俄羅斯政府獲得1500萬美元的資金（這些供詞被錄影）；這些資金隨後分配給約13萬人，以賄賂選民並傳播反歐盟的虛假信息。俄羅斯否認這些指控。
英国广播公司（BBC）一位製片人在德涅斯特河沿岸的投票站發現賄選證據，一名女性透露，她詢問選舉監察員，該在哪裡領取為換取她的投票而承諾的賄款。選舉監察機構Promolex還觀察到，在俄羅斯的投票站，有選民據稱收到印有「俄羅斯/摩爾多瓦」字樣的白色夾克，並獲得餐廳邀請函和網絡卡作為投票福利。

## 反應

### 國際反應
歐盟委員會主席烏爾蘇拉·馮德萊恩讚揚公投結果，稱「面對俄羅斯的混合戰術，摩爾多瓦展現了它的獨立性、力量，並表達了它對歐洲未來的渴望！」。美國也同樣指出俄羅斯試圖「破壞摩爾多瓦選舉及其歐洲整合進程」。與此同時，克里姆林宮對於「同意」票的微弱勝利表示懷疑，並再次否認其涉及干預公投。
歐洲安全與合作組織觀察團在聲明中表示，這次憲法公投的管理工作相當到位，競選者們在對非法外國干預和虛假信息活動的擔憂下自由競選。儘管這些因素影響選舉過程的公正性，但競選條件也未能給所有參選者提供公平的競爭環境，因為媒體報導偏向現任政府，同時也存在公共資源的濫用。歐安組織表示 「選舉管理機構表現出專業性，並在決策中展示了公正性。」特別協調員露西·波圖科娃還讚揚該國「在面對俄羅斯的強烈宣傳攻勢下，通過一系列改革來增強民眾對選舉制度的信心，從網絡安全措施的實施到確保女性在選舉中的高度參與，這次選舉有很多值得慶祝的地方。」

### 國內反應
前外交部長尼庫·波佩斯庫對「同意」陣營的勝利表示讚揚，並指出在這次以歐盟整合為主題相當接近投票結果中，「即便是微弱的勝利，也是一場勝利」。